# 尾花细辛
尾花细辛（学名：Asarum caudigerum）是马兜铃科细辛属的植物。分布于越南、台湾本岛以及中国大陆的湖北、贵州、云南、湖南、江西、四川、广西、浙江、广东、福建等地，生长于海拔350米至1,660米的地区，多生在林下、溪边及路旁阴湿处。

## 别名
白三百棒、顺河香（贵州）